# Zelim Bakajev
Zelim Bakajev, vlastním jménem Zjelimchan Chusajnovič Bakajev, rusky Зелимхан Хусаинович Бакаев (* 23. dubna 1992 v Grozném, Čečensko) je ruský zpěvák čečenského původu, který zmizel v roce 2017 během pronásledování čečenských homosexuálů. Zpíval především v čečenštině.

## Životopis
Zelim Bakajev se narodil v roce 1992 v Grozném, hlavním městě Čečenska. Začal se věnovat pop music a vystupoval především v Čečensku, ale také v Dagestánu, Ingušsku a Moskvě. V roce 2013 se zúčastnil čečensko-ingušské hudební soutěže Assa.
Jeho píseň Мичахь хьо лела безам se stala v Čečensku hitem. V roce 2015 se stal nejvyhledávanějším umělcem na Guvera (bezplatná služba pro streamování hudby) v Čečensku. V roce 2017 se přihlásil do castingu show New Star Factory na kanálu Muz-TV v Moskvě.

### Zmizení
Dne 8. srpna 2017 Zelim Bakajev přiletěl do Grozného na svatbu své sestry. Tři hodiny po příjezdu ho zatkli muži ve vojenských uniformách z ozbrojené skupiny rychlého zásahu Terek. Údajně byl zatčen pro podezření z homosexuality. Čečensko bylo několik měsíců místem intenzivního pronásledování LGBT lidí. Zpěvákovi přátelé také uvedli, že mu bylo zakázáno zpívat v Čečensku.
Jeho mobilní telefon byl deaktivován téhož dne. O pár dní později dostala jeho matka přes WhatsApp zprávu, že odjel do zahraničí. Matka zpěváka poté požádala o pomoc čečenskou radu pro lidská práva a čečenské ministerstvo vnitra, aby jejího syna našla. Dne 18. srpna čečenský ministr národní politiky, zahraničních vztahů, tisku a informací Džambulat Umarov popřel v tisku, že čečenské úřady zatkly Zelima Bakajeva. Zdroj z ministerstva vnitra uvedl, že jeho zmizení nebude vyšetřováno, neboť je dospělý.
Dne 24. září 2017 bylo na kanálu Grozny TV zveřejněno video zpěváka, jak prohlašuje, že je v Německu. Nic ale nenaznačuje, kde a kdy bylo toto video natočeno, diváci si všimli, že jeho chování je vynucené, že nábytek je ruský a nápoj zachycený na záznamu se v Německu neprodává. Kromě toho Evropská komise na dotaz ochránců lidských práv uvedla, že Bakajev nikdy nevstoupil na území Evropské unie.
V říjnu mezinárodní LGBT tisk předal prohlášení od místních zdrojů, podle kterých byl zpěvák mučen a zabit členy čečenských bezpečnostních služeb v rámci čistek proti gayům.    

## Diskografie
- 2013: Не хватает тебя (s Elbikou Jamaldinovou)
- 2016: Нана
- 2016: Без тебя (s Elbikou Jamaldinovou)